# قوانين لعبة كرة القدم
كرة القدم هي رياضة جماعية تلعب بين فريقين يتكون كل منهما من 11 لاعب بكرة مُكوَّرة. يلعب كرة القدم 250 مليون لاعب في أكثر من 200 دولة حول العالم، فتكون بذلك الرياضة الأكثر شعبية وانتشاراً في العالم. تُلعب كرة القدم في ملعب مستطيل مع مرميين في جانبيه. الهدف من اللعبة هو إحراز الأهداف عبر ركل الكرة داخل المرمى.
حارس المرمى هو اللاعب الوحيد الذي يُسمح له أن يلمس الكرة بيديه أو ذراعيه، بشرط أن يكون داخل منطقة الجزاء الخاصة به. يستخدم اللاعبون غير الحارس أرجلهم غالباً في الهجوم أو تمرير الكرة كما يمكنهم استخدام رأسهم لضرب الكرة. الفريق الذي يحرز أهدافاً أكثر يكون هو الفائز. إذا أحرز الفريقان أهدافاً متعادلة في نهاية المباراة، فتكون نتيجة المباراة إما التعادل أو تدخل المباراة في نظام الوقت الإضافي وبعد ذلك إذا استمر التعادل في الاشواط الإضافيه تذهب المباراة إلى الضربات الترجيحية ويعود ذلك إلى نظام البطولة. وضعت قوانين لعبة كرة القدم في إنجلترا بواسطة الاتحاد الإنجليزي لكرة القدم في سنة 1863. يترأس لعبة كرة القدم دولياً الإتحاد الدولي لكرة القدم (الفيفا). تنظم بطولة كأس عالم لهذه الرياضة مرة كل أربع سنوات وهي البطولة الأهم دولياً.
التعديلات في كرة القدم كثيرة وهذه هي بعض التعديلات التي اختصت في أغلب مجالات هذه اللعبة:

## الملعب
- في عام 1863 كان طول الملعب 180 وعرضه 90 مترا
- في عام 1906 حدد الطول بين 100 إلى 110 متر والعرض من 65 و 75 مترا.
- اما بخصوص التحديد ففي عام 1863 كان يحاط الملعب بستة اعلام فقط وفي عام1898 حدد بخطي تماس ومرمى وفي عام1913 وضعت دائرة نصف الملعب.

## المرمى
- في عام 1863 كان المرمى عبارة عن قائمين بدون عارضة المسافة بينهما 7,30 متر
- وفي عام 1866 وضعت عارضة أفقية ولم يحدد ارتفاع القائمين.
- في عام 1894 تم تحديد سمك القائمين والعارضة ليكون 12,5 سم.
- في عام 1925 بدأ وضع الشباك
- في عام 1937 حددت أبعاد المرمى بالضبط وكان العرض 7,33 والارتفاع 2,44 متراً

## مناطق اللعب والمنطقة الركنية
- في عام 1898 حددت المنطقة الركنية بنصف دائرة قطرها متر واحد
- في عام 1903 حددت منطقة المرمى ومنطقة الجزاء ونقطة الجزاء
- في عام 1937 تم تحديد قوس خارج منطقة الجزاء
- في عام 1970 حُدد قوس ضربات الجزاء كمنبه لعدم اقتراب المدافعين أثناء تسديد الخصم لضربة جزاء
- في عام 1875 أصبح مسموحا تسجيل الأهداف من ركلة ركنية
- في عام 1830 أصبح ممنوعا لمس الحارس للكرة خارج مربع العمليات حتى لو كان بالخطأ ويعاقب بالبطاقة الحمراء مباشرة

## الكرة
- في عام 1871 كان محيط الكرة بين 68,5 سم و 71 سم
- في عام 1898 كان وزنها بين 370 جرام و 425 جرام
- في عام 1906 أصبحت الكرة المصنوعة من الجلد
- في عام 1937 تم تعديل الكرة ليصبح وزنها بين 396 و453

## عدد اللاعبين
- في عام 1853 كانت دون تحديد عدد معين من اللاعبين
- في عام 1863 تم تحديد 28 لاعبا لكل فريق
- في عام 1871 أصبح عدد اللاعبين 10 أو 11 أو 12
- في عام 1897 أصبح عدد اللاعبين 11

## تطور قوانين كرة القدم

### أولا
قبل عام 1863 كانت لعبة كرة القدم تلعب بدون نظام أو قانون موحد، وكانت تشبه لعبة الرجبي وبعد ذلك تم تقسيمها إلى قسمين:
1. الرجبي وتلعب بالقدم واليد
2. كرة القدم وتلعب بالقدم فقط وتعتبر مخالفة إذ تم لعبها باليد

### ثانيا
في عام 1863 تم إصدار أول قانون للعبة كرة القدم في إنجلترا.

### ثالثا
كان القانون يتضمن ثمانية قواعد وهي:
1. عرض المرمى 7,30 مترا وكان الارتفاع غير محدد ولم تكن له عارضة افقيه.
2. كان ممنوعا لعب الكرة باليد أو ضربها باليد ولكن كان مصرحا بتوقيف الكرة باليد وتهيئتها للعبها بالقدم كما في لعبة الهوكي الآن، ثم عدلت وأصبحت الكرة تلعب بالقدم فقط ماعدا حارس المرمى داخل منطقة جزائه.
3. لايسمح للاعب ان يلعب الكرة بقدمه وهي في الهواء ولكن يجب أن تلمس الأرض اولا قبل وصولها إلى اللاعب.
4. عندما تخرج الكرة من لاعب خارج خط التماس يرمى هو نفسه رمية التماس ولكن بضربها بالقدم إلى اتجاه الوسط ويرميها مستقيماً للامام.
5. إذا تم احراز هدف يبدأ الفريق للعب مرة ثانية بضربة مرمى.
6. لاتوجد ضربة ركنية
7. إذا تقدم لاعب بالكرة يكون الخصم بعيدا عنه بمسافة 6 خطوات على الاقل
8. عند وقوف مهاجم خلف الكرة في انتظارها في نصف ملعب الفريق الآخر يحتسب ذلك تسللا، حتى لو كان جميع مدافعي الخصم خلفه، أي انه يجب أن يذهب المهاجم خلف الكرة ولاينتظرها.

الكتف ودفع اللاعب ممنوع، وذلك إذا كانت الكرة مع اللاعب، اما إذا لم تكن معه فيصرح بدفعه ومكاتفته.

## التعديلات في مواد قوانين كرة القدم

### أولا: الملعب
1. في عام 1863 كان طول الملعب 180 متراً والعرض 90 متراً ولم يكن هناك نص في القانون بهذا ولكن كانت هذه هي المساحة الفعلية.
2. في عام 1906 كانت ابعاد الملعب كما يلي:
  1. الطول من 100 إلى 110.
  2. العرض من 65 إلى 75.
3. في عام 1920 كانت ابعاد الملعب كما يلي
  1. الطول من 90 إلى 120 متراً
  2. العرض من 50 إلى 90 متراً.
4. وكان تطور تحديد الملعب كالتالي:
  1. في عام 1863 كان الملعب يحدد فقط باحاطته بستة أعلام.
  2. في عام 1898 حدد الملعب بخطي تماس وخط مرمى
  3. في عام 1909 انتقلت رايتا خط منتصف الملعب للخارج على مسافة متر واحد من الجهتين
  4. في عام 1913 وضعت دارة المنتصف في الملعب بنصف قطر 9 متر

### ثانيا: المرمى
1. في عام 1863 كان المرمى عبارة عن قائمين المسافة بينمها 7,30 متر بدون عارضة افقية
2. في عام 1866 وضعت عارضة افقية فوق القائمين، ولم يحدد ارتفاع القائمين وكانت العارضة الافقية عبارة عن حبل أو أي شيء مشابه.
3. في عام 1883 وضعت القوائم والعارضة من الخشب.
4. في عام 1894 تم تحديد سمك القائمين والعارضة ليكون 12,5 سم
5. في عام 1925 وضع الشبكة خلف المرمى
6. في عام 1937 حددت ابعاد المرمى بالضبط وكان العرض 7,32 متراً والارتفاع 2,44 متراً.

### ثالثا: مناطق اللعب
1. في عام 1898 حددت المنطقة الركنية بحيث تكون ربع دائرة نصف قطرها متر واحد.
2. في عام 1903 حددت منطقة المرمى ومنطقة الجزاء ونقطة الجزاء بنفس ابعادها الحالية
3. في عام 1937 تم تخطيط قوس خارج منطقة الجزاء وكان هذا اقتراح الحكم العربي المصري عثمان نوري.

### رابعاً: الكرة
1. في عام 1871 كان محيطها بين 68,5 سم و 71 سم.
2. في عام  كان وزنها بين 370 جرام و 425 جرام
3. في عام 1906 تم النص على ان يكون الغطاء الخارجي للكرة مصنوعا من الجلد
4. في عام 1923 تم تعديل وزن الكرة ليصبح بين 370 و 450 جرام.
5. في عام 1937 تم تعديل محيط الكرة ليصبح من 68 سم إلى 71 سم (كما هو حالياً)
6. في عام 1937 تم تعديل وزن الكرة ليصبح وزنها 396 جرام إلى 453 (كما هو حالياً)

### خامساً: حارس المرمى
1. في عام 1870 كان يسمح له بمسك الكرة باليد في أي مكان بالملعب.
2. في عام 1887 كان يسمح له بالجري خطوتين والكرة في يده دون تنطيطها ولكن يجب عليه ان ينططها على الأرض بعد ذلك وكان مصرحاً بتغيير حارس المرمى مع باقي اللاعبين.
3. في عام 1892 يسمح بكتف حارس المرمى عندما تكون الكرة معه.
4. في عام 1903 لايسمح بمكاتفة حارس المرمى داخل منطقة مرماه الا إذا كان ممسكاً بالكرة كما هو متبع الآن ولكن مسموح بمكاتفته في أي منطقة أخرى.
5. في عام 1912 أصبح مسموحاً لحارس المرمى بأن يلعب الكرة بيده في منطقة جزاءه
6. في عام 1931 أصبح مسموحاً لحارس المرمى بالجري بالكرة وهي في يده 4 خطوات وهو ينططها على الأرض.
7. في عام 1941 حارس المرمى إذا سار اربع خطوات ثم وضع الكرة على الأرض دون تنطيطها وكان هناك اتصال بالكرة وجسمه (دون تركها في اللعب) يعاقب بركلة حرة غير مباشرة.
8. في عام 1966 عندما اقيمت نهائيات كاس العالم في إنجلترا تعادل منتخبا أوروجواي وإنجلترا (صفر - صفر) وعندما أقتربت المباراة من نهايتها اراد منتخب أوروجواي انهاء المباراة بالتعادل فأخذ حارس المرمى الكرة وسار بها داخل منطقة جزاءه أربع خطوات ثم نططها على الأرض فله حقه في أربع أخرى وأستمر في ذلك يميناً ويساراً حتى إنتهت المباراة بالتعادل بعد أن ضاع معظم الوقت.
9. في عام 1968 فطنت اللجنة الأولمبية إلى ما حدث لحارس الأوروجواي فاصدرت تعديلاتها إلى أن تقتضي بأن حارس المرمى بعد أن يسير بالكرة أربع خطوات لا يحق له ان يأخذها مرة أخرى بيديه الا إذا لمسها لاعب آخر.
10. وقد تم التلاعب في هذا القانون أيضاً حيث كان الحارس يمشي اربع خطوات ويعطي زميله الكرة الذي يعيدها له ويكررون ذلك، فأصدرت تعديلات عام 1982 على أن الحارس لا يحق له مسك الكرة بيديه بعد أربع خطوات ويجب تمريرها لزميله.
11. وهنا زاد ذكاء الحراس حيث يتقربون بالاربع الخطوات إلى الزميل ليمررونها له ثم يعيدونها مرة أخرى، وفي عام 1985 اصدر الاتحاد الدولي قانوناً ينص ان الحارس إذا مرر الكرة إلى زميله لايجوز استردادها الا إذا لمست زميلاً اخر خارج منطقة الجزاء.
12. والان أصبح حارس المرمى لا يجوز له إسترداد الكرة من زميله بيديه انما بقدمه، وهذا يسمح للمهاجمين بالضغط على الحارس وأسترداد الكرة، وحددت فترة لأخذ الحارس الكرة بيده.

### سادسًا: قواعد اللباس
1. في عام 1863 لم يكن مسموحاً بلبس الاحذية ذات المطاط الناشف.
2. في عام 1887 تم النص على ان الحكم يقوم بالتفتيش على ملابس اللاعبين وتم التصريح لعمل مساطر لاحذيه اللاعبين على ان يكون عرض المسطرة 1,3 سم.
3. في عام 1925 أصبحت ملابس اللاعبين يجب أن تكون من لون واحد.
4. في عام 1990 أصبحت تجهيزات اللاعب تتكون من: فانيلة أو قميص وتبان أو سروال قصير وجوربين طويلين إلى الركبة وواقي للساق وحذاء.

### ثامنا: الحكم
1. قبل عام 1873 لم يحدد في القانون وجود حكم أو ان يلعب الفريق بدون حكم.
2. في نفس العام حدد القانون ان يكون حكم للمباراة.
3. في عام 1881 الزم القانون ان يحكم المباراة حكم
4. قبل عام 1890 كان المساعدان يصدران قرارات (احكام) كالحكم.
5. في عام 1890 أصبح للحكم مساعدان
6. قبل عام 1892 كان من حق رئيس الفريق ان ينادي الحكم وان ينبهه إلى الضربات الحرة أو ضربات الجزاء.. الخ.
7. في عام 1892 أصبح لايحق لرئيس الفريق ان ينادي الحكم وان يتدخل.
8. في عام 1895 أصبحت سلطة الحكم على اللاعبين تمتد سواء كانت الكرة في الملعب أو خارج الملعب.
9. قبل عام 1925 كان مصرحاً لللفريقين بالخروج من ارض الملعب بعد انتهاء المباراة من أي مكان.
10. في عام 1925 أصبح الحكم يخرج من مكان محدد وخلفه اللاعبين.
11. في عام 1938 أصبحت السلطة للحكم على اللاعبين مجرد نزولهم ارض الملعب.

### تاسعاً: مراقبا الخطوط
1. في عام 1873 كان مراقبا الخط يساعدان الحكم في احكامه.
2. في عام 1887 أصبح لكل مساعد جانب من الملعب وكان كل من الفريقين باحضار مراقب خط.
3. في عام 1889 حدد للمباراة مراقبان للخطوط
4. في عام 1891 أصبح للحكم الحق في الاستغناء عن مراقب الخطوط إذا لم يؤد واجبه كما يجب.
5. قبل عام 1938 كان مراقب الخطوط يشير بيده أو بمنديل
6. في عام 1938 تقرر ان يحمل مراقب الخطوط راية.

### عاشراً: وقت المباراة
1. من عام 1863 إلى عام 1897 - يحدد الفريقان وينتفقا على الوقت الذي تستغرقه المباراة.
2. في عام 1897 حدد وقت المباراة ليكون ساعة ونصف على شوطين متساويين.
3. في عام 1903 نص على ان يضاف بدل الوقت الضائع إلى وقت المباراة الاصلي.
4. في عام 1906 نص على انه في حالة تعادل الفريقين يلعبان وقتاً اضافيا مدته نصف ساعة على شوطين متساويين، وفي حالة التعادل مرة أخرى يستمر الفريقان في اللعب حتى يسجل احدهما هدف الفوز ثم تنتهي المباراة.
5. في عام 1909 نص على ان إضافة بدل الوقت الضائع بسبب اصابة اللاعبين.
6. في عام 1925 أصبح الفريقان يلعبان وقتاً اضافياً مدته نصف ساعة على شوطين، وفي حالة تعادلهما يلعبان وقتاً اضافياً مجدداً لمدة 30 دقيقة أيضا، ولكن إذا سجل أحد الفريقين هدفاً تنتهي المباراة اما إذا تعادل الفريقان للمرة الثالثة فأن المباراة تعاد من جديد في موعد آخر.
7. ضربات الترجيح:  – الحكم سوف يقوم بإجراء قرعة بواسطة عملة معدنية لتحديد المرمى الذي سيتم التصويب عليه، كما سيتم إجراء قرعة أخرى لتحديد الفريق صاحب التصويبة الأولى. – يمكن تغيير حارس المرمى في أي وقت أثناء ركلات الترجيح. – بإمكان أي لاعب المشاركة في ركلات الترجيح، حتى وإن كان خارج الملعب أثناء نهاية وقت المباراة وقبل تنفيذ الركلات. – يجب أن يكون عدد لاعبي كل فريق مساوِ للفريق الآخر قبل وأثناء تنفيذ الركلات. – الحكم ليس مطالباً بمعرفة أسماء أو أرقام اللاعبين الذين سيقومون بتسديد الركلات. – الركلة تنتهي عندما تتوقف الكرة تماماً عن الحركة.  – لا يمكن تأخير الركلة إذا كان اللاعب خارج الملعب، وإذا لم يبدأ في تنفيذها خلال الوقت المحدد فإن الركلة تعتبر مهدرة.

### الحادي عشر: ابتداء المباراة
1. في عام 1863 يلعب الفريق صاحب الملعب ضربة البداية ولأي اتجاه يريد.
2. في عام 1887 تلعب ضربة البداية للامام ويكون المخصوم على مسافة 5,5 متر من اللاعب آخذ ضربة البداية، لايحتسب الهدف إذا جاء من ضربة بداية مباشرة.
3. في عام 1903 إذا أخطأ لاعب في ضربة البداية تعاد الضربة من جديد.
4. في عام 1906 لايصح لاي لاعب من الفريق الدخول إلى نصف ملعب الفريق الآخر قبل ضربة البداية وتعمل قرعة لاختيار ضربة البداية
5. في عام 1913 يجب أن يكون الخصوم بعيداً عن لاعب ضربة البداية بمسافة 9 متر على الاقل.
6. في عام 1937 يجب أن يكون الخصوم بعيداً عن لاعب ضربة البداية بمسافة 9,15 متر على الاقل.

### الثاني عشر: الكرة في اللعب وخارج اللعب
1. في عام 1887 كانت الكرة تعتبر خارج الملعب إذا خرجت بكاملها من الملعب سواء على الأرض أو في الهواء.

وتعتبر الكرة في اللعب إذا اصطدمت بالرايات الركنية أو العارضة وعادت للملعب.
1. في عام 1898 تعتبر الكرة في اللعب إذا اصدمت بالحكم أو مراقبي الخطوط وهم داخل الملعب مع ملاحظة ان سمك خطوط الملعب تعتبر من مساحة الملعب.

### الثالث عشر: إسقاط الكرة
1. في عام 1887 كان الحكم يرمي الكرة لأعلى.
2. في عام 1903 كان الحكم يرمي الكرة لأعلى ولاتصبح الكرة في اللعب الا بعد لمسها الأرض.
3. في عام 1906 تغير الحال وأصبحت الكرة تضرب لاسفل إلى الأرض
4. في عام 1920 أصبح الحكم يمسك الكرة بيده إلى ارتفاع وسطه تقريباً ثم يسقطها كما هو الحال الآن.

### الرابع عشر: احراز الهدف
1. في عام 1863 - إذا دخلت الكرة باكملها بين القائمين ولاي ارتفاع تحتسب هدفاً حيث لم يكن توجد عارضة افقية.
2. في عام 1883 - يحتسب الهدف إذا دخلت الكرة بكاملها بين القائمين وتحت العارضة في هذا العام أصبحت للمرمى عارضة افقية.
3. في عام 1908 اكد قانون الكرة ما كان جارياً وساريا منذ عام 1883.

### الخامس عشر: التسلل
1. في عام 1863 - أي لاعب يكون امام اللاعب الذي معه الكرة يكون في موقف تسلل حتى إذا لم تصله الكرة.
2. في عام 1866 - إذا وجد خلف اللاعب لاعبان فقط أو اقل يعتبر متسلاً (كما في قانون الهوكي الآن)
3. في عام 1872 - لاتسلل من ضربة ركنية.
4. في عام 1887 - لايعتبر اللاعب متسللاً إذا جاءته الكرة من الخصم (كما هو الآن)
5. في عام 1905 - لايعاقب اللاعب على التسلل إذا لم يستفد من وجوده متسللاً.
6. في عام 1907 - لايحتسب اللاعب الموجود في نصف ملعبه متسللاً.
7. في عام 1920 - لاتسلل في رمية التماس.
8. في عام 1925 - عدلت قاعدة التسلل وأصبحت تستدعي وجود لاعبين اثنين بدلاً من ثلاثة لاعبين اقرب إلى خط مرماهم
9. في عام 1940 - لاتسلل عندما يسقط الحكم الكرة

### السادس عشر: الأخطاء
1. في عام 1870 الكتف من الخلف ممنوع.
2. في عام 1877 صرح بكتف الخصم من الخلف إذا كان الخصم مواجه الملعب ويعوق اللاعب عن الكرة.
3. في عام 1879 ممنوع القفز على الخصم.
4. في عام 1881 إذا عاق اللاعب خصمه عن لعب الكرة جاز له القانون كتفه من الخلف.
5. في عام 1899 ممنوع عرقلة الخصم أو عمل قنطرة له.
6. في عام 1906 ممنوع دفع الخصم
7. في عام 1950 الإعاقة عن لعب الكرة ممنوع
8. في عام 1951 مسموح بمكاتفة الخصم دون عنف ودون تعريضه للخطر.

### السابع عشر: الضربة الحرة
1. في عام 1871 لم يرد في القانون على الضربة الحرة غير المباشرة
2. في عام 1878 إذا سار حارس المرمى أكثر من اربع خطوات تحتسب ضربة حرة غير مباشرة ضده.
3. في عام 1887 اعتبرت الضربة الركنية وضربة البداية وضربة المرمى ضربات غير مباشرة ويقف الخصوم على بعد 5,50 متر من الكرة ولايلعب الكرة لاعبها مرة ثانية حتى يلمسها أو يلبعا للاعب أخر وكانت جميع الضربات الحرة الغير مباشرة.
4. في عام 1903 قسمت الضربات الحرة إلى مباشرة وغير مباشرة.
5. في عام 1913 عند أخذ الضربات الحرة يقف الخصوم على مسافة 10 ياردات من الكرة على الاقل، وكان مسموحا للخصوم ان يقفوا على مسافة 6 ياردات سابقاًَ.
6. في عام 1937 عند أخذ الضربات الحرة يقف الخصوم على مسافة لاتقل عن 9,00 متر من الكرة

### الثامن عشر: ضربة الجزاء
1. في عام 1890 نص على ضربة الجزاء في القانون.
2. في عام 1981 يقف حارس المرمى على مسافة لاتقل عن 5,50 متر من الكرة عند أخذ الضربة ويمد وقت المباراة لتكملة الضربة.
3. في عام 1896 تلعب الضربة للامام.
4. في عام 1903 إذا أخطأ الفريق المدافع واسفرت الضربة عن هدف فانه يحتسب وإذا لم تسفر عن هدف تعاد الضربة. اما إذا كان الخطأ من الفريق المهاجم فيكون الامر بالعكس أي تعاد الضربة إذا اسفرت عن تهدف ولن تعاد إذا لم تسفر عن هدف.
5. في عام 1906 يقف حارس المرمى على خط المرمى بين القائمين وتحت العارضة عند أخذ الضربة وكان قبل ذلك يسمح له بمسافة حتى 6 ياردات.
6. في عام 1913 يكون جميع اللاعبين على مسافة 9 امتار على الاقل من الكرة خلال الضربة.
7. في عام 1923 تسري قواعد التسلل عن أخذ ضربة الجزاء.
8. في عام 1929 قيود اضافية بالنسبة لحارس المرمى، لايتحرك من تحت العارضة وعلى خط المرمى حتى نفذ الضربة.
9. في عام 1937 وضع قوس خارج منطقة الجزاء ليساعد على وقوف اللاعبين بعيداً عن الكرة 9,15 متر خارج منطقة الجزاء.
10. في عام 1938 لايسمح لحارس المرمى بتحريك قدميه حتى تصبح الكرة ملعوبة.
11. في عام 2000 أصبح ممنوعا على الحارس التقدم على خط المرمى قبل تسديد اللاعب لضربة الجزاء
12. في عام 2016 أصبح ممنوعا لعب ضربة الجزاء كتمريرة لزميلك

### التاسع عشر: رمية التماس
1. في عام 1863 رمية التماس عبارة عن ضربة حرة واي لاعب من الفريقين له الحق في لعب الكرة.
2. في عام 1864 أصبحت رمية التماس ترمى باليد وعمودية للامام وتصبح الكرة في اللعب بعد أن تلمس الأرض
3. في عام 1869 ممنوع رمي الكرة بيد واحدة.
4. في عام 1877 ترمى رمية التماس لاي اتجاه في الملعب.
5. في عام 1886 الفريق الذي لم يتسبب في إخراج الكرة من الملعب هو الذي يرمي رمية التماس، واللاعب الذي يرمي رمية التماس لايسمح له بلعب الكرة مرة ثانية حتى يلمسها أو يلعبها لاعب اخر.
6. في عام 1893 يقف اللاعب بقدميه على خط لتماس.
7. في عام 1898 لايحتسب الهدف من رمية التماس إذا دخلت الكرة في المرمى مباشرة منها.
8. في عام 1920 تقرر الا يكون اللاعب متسللا من رمية التماس
9. في عام 1925 يقف اللاعب أخذ رمية التماس خارج خط التماس
10. في عام 1936 يسمح بان يكون جزء من كلا لقدمين على خط التماس أو خارجه أثناء الرمية.

### العشرون: ضربة المرمى
1. في عام 1872 تحتسب ضربة المرمى إذا خرجت الكرة من خط المرمى من أحد الخصوم فقط
2. في عام 1887 لاتحتسب ضربة المرمى هدفاً إذا دخلت الكرة منها في مرمى الفريق الآخر ويجب أن يقف الخصوم على مسافة 5,50 متر أثناء الضربة
3. في عام 1903 توضح الكرة عند ضربها في أي نقطة داخل منطقة المرمى
4. في عام 1906 إذا لعبت الضربة خطأ تعاد مرة أخرى.
5. في عام 1913 عند أخذ الضربة يقف الخصوم على مسافة 9 امتار.
6. في عام 1936 يجب أن تخرج الكرة خارج منطقة الجزاء عند ضربها حتى تصبح الكرة في اللعب.
7. في عام 1948 يقف جميع اللاعبين خارج منطقة الجزاء عند أخذ الضربة.

### الواحد وعشرون: الضربة الركنية
1. في عام 1872 نص عليها القانون وكانت ضربة حرة غير مباشرة
2. في عام 1887 يقف الخصوم على مسافة 5,50 متر من الكرة أثناء الضربة
3. في عام 1903 رسم القوس في اركان الملعب الاربعة.
4. في عام 1910 وضعت الراية الكرنية ولايمسح بنزعها لاخذ الضربة.
5. في عام 1913 يقف الخصوم على مسافة 9 امتار أثناء التنفيذ.
6. في عام 1924 تقرر ان تكون الضربة الركنية كغيرها من الضربات الحرة بمعنى انها مباشرة.
7. في عام 1937 يقف الخصوم على مسافة 9,15 متر من الكرة.

#### اسئلة تحكيمية مختلفة
- حالة كسر العارضة ولم ينفع إصلاحها هل تنتهي المباراة؟ نعم تنتهي.

- هل من الضروري وضع رايات في منتصف الملعب؟ لا هذا الوضع اختياري

- هل يجوز تخطيط الملعب بخطوط مقطعة ؟ لايجوز ذلك

- هل تعتبر المساحة الموجودة بين خط المرمى والشباك جزءاً من الملعب؟ لا لاتعتبر كذلك

- إذا خرج لاعب إلى خارج الملعب لظروف طارئة أو بدون قصد هل يعني ذلك انه خروج بدون اذن الحكم؟ لا.

- إذا كانت الكرة بمتناول أحد اللاعبين ورغبة منه في المراوغة خرج إلى خارج الملعب ثم عاد اليه هل يعتبر ذلك مخالف للقوانين؟ لا ولكن يستحسن ان يبقى اللاعبون داخل نطاق الملعب.

- هل يسمح للاعب المطرود الجلوس على مقاعد البدلاء؟ لا بل يجب عليه الذهاب إلى غرفة تبديل الملابس ثم الجلوس مع الجمهور.

- هل يسمح لحارس المرمى ان يرمي رمية التماس؟ نعم يجوز ذلك.

- في حالة طرد 5 لاعبين من المباراة ماذا يحدث؟ يتم ايقاف المباراة واعتبار الفريق المطرود منه خاسراً بنتيجة 3-0

- ماذا يفعل الحكم إذا دخل بديل إلى أرضية الملعب وضرب أحد اللاعبين من الفريق المنافس أثناء اللعب؟ يقول الحكم بايقاف اللعب وطرد اللاعب وإسقاط الكرة من حيث حدوث الإصابة، وبعد المباراة يجب عليه رفع تقرير إلى اللجنة المختصة.

- إذا رفض البديل من الخروج من الملعب ماذا يفعل الحكم؟ لاشيء لان ذلك من اختصاص إداري الفريق.

- قام لاعبين بخداع الحكم حيث لبس اللاعب لباس الحارس والحارس لباس اللاعب وقاما باللعب ولمس اللاعب (الحارس) الكرة بيده ماذا يحصل؟ لا شيء ولكن ينذر اللاعبين بعد ايقاف اللعب.

- اصطدم لاعبان فخًلع حذاء أحد اللاعبين وفورا اكمل الكرة في الهدف وهو حافياً هل يحتسب أي خطأ ضده؟ لا، لان سقوط الحذاء كان غير متعمد ولكنه فقد الحذاء لامر طارئ والهدف يحسب مائة بالمئة.

- اصطدمت الكرة بالحكم أثناء تسديد أحد اللاعبين للكرة ودخولها المرمى هل يحسب؟ نعم يحسب بقرار من الحكم المساعد إذا كان صحيحاً ام لا.

- خرجت الكرة خارج الملعب وعرقل المدافع المهاجم في المنطقة ماذا يحتسب على ذلك؟ ضربة مرمى أو ركنية ولاتحسب ضربة جزاء لان الكرة خارج الملعب.

- إذا تعدت الكرة الملعب جزئيا (نصفها) هل يحتسب خروجها من الملعب؟ لا، بل يجب أن تتعدى الكرة الخط بكاملها.

- هل يجوز لاخذ ركلة الجزاء دفع الكرة للامام لزميل يجيري ويحرز هدفها؟ نعم وبشروط:

1. جميع اللاعبين يجب أن يقفوا خلف نقطة الجزاء ببعد لايقل عن 10 ياردات.
2. اللاعب يجب أن لايكون في موقف تسلل
3. اللعبة تكون في الوقت الاصلي للمباراة

#### حكم الساحة وحكمى الراية
يتسائل الكثيرون عن الحوارات التي تدور بين حكم الساحة وحكام الخطوط (الراية) قبل وأثناء وبعد المباراة وهذه قائمة خاصة بذلك:
1. التفتيش على بطاقات اللعب ومهمة كل مراقب نحو كل فريق
2. التفتيش على الملعب وتحديد أي من الجهتين لكل مراقب
3. رايات مراقبي الخطوط والكرة
4. رمية التماس ومكان الرمية والأخطاء الجانبية
5. التسلل ومكانه والإشراف على تنفيذه
6. الإشارة إلى اتجاه الرمية
7. الأخطاء وضربات الجزاء وصف الحائط البشري
8. الركلة الركنية.
9. طريقة الإشارة إذا خرجت الكرة من على الخط (ركلة ركنية أو ضربة مرمى)
10. مكان مراقب الخطوط في ركلة الجزاء.
11. عند احراز هدف وتجاوز الكرة الخط يخبر الحكم بذلك
12. عن إجراء تبديل على حكم الراية الإشارة لحكم الساحة
13. إذا اشار الحكم إلى ضربة حرة يجب ايضاح نوعها مباشرة أو غير مباشرة.
14. الإشارة إلى ضربة الجزاء في حالة وقوف حكم الساحة في مكان بعيد أو زاوية رؤية معدومة.
15. خروج الحكام مع بعضهم عند انتهاء المباراة..

#### حالات توقف اللعب
اصابات الملاعب كثيرة ومتعددة وللحكم الحق في ايقاف اللعب لمعلاجة لاعب وكذلك له الحق في عدم ايقافه فماهي الحالات التي يحصل فيها كل من الحالتيين الماضيتين؟
1. لوقوع على الظهر أو الاصطدام من ناحية العمود الفقري
2. الكسور بأنواعها أو الكسر المصحوب بجرح (المضاعف)
3. كسر الترقوة عند الوقوع على الأرض.
4. ارتجاج المخ عند تصادم لاعبين في الهواء وتصادم رأسيهما ويمكن معرفة الحالة بتحريك اليد امام وجه اللاعب فلا يستجيب.
5. كسر الأسنان أو الانف.
6. النزيف الداخلي ويصحبه لون ازرق مكان النزيف
7. الإصابة في العين
8. ورم شديد بالجسم نتيجة خلع بالمفاصل.
9. عدم القدرة على التنفس وغياب الوعي لمدة تزيد عن 25 ثانية.
10. الإرهاق الشديد للاعب لدرجة انه لا يستطيع النهوض
11. حالات موت اللاعبين.

#### السبب الرئيسى وراءاستخدام الكروت الصفراء والحمراء
في إحدى المباريات الدولية اعطى الحكم لاحد اللاعبين الأسبان إنذارا وقد كان سابقا يعطى بالكلام وكان الحكم يجيد الإنجليزية فقال للاعب الإنذار باللغة ذاتها ولم يفهم اللاعب، فجاءت لعبة كان يستحق عليها الطرد فقال له الطرد وأمره بالخروج إلى خارج الملعب بيده ولكن جميع الأسبان احتجوا على أساس ان اللاعب لايعرف الإنجليزية وبالفعل اجتمع الاتحاد الدولي بعد هذه الحادثة وأقر خطا حكم المباراة.
فاضطر الاتحاد للتفكير وكان الحل على يد السيد ستانلي رئيس الاتحاد الدولي لكرة القدم السابق فقرر استخدام البطاقات الأحمر للطرد والأصفر للإنذار.
البداية:
جاءت بداية وتطبيق هذه التجربة في عام1968 وبالتحديد في دورة الألعاب الأولمبية في المكسيك وحققت نجاحا كبيرا جدا خصوصا ان العملية لم تستغرق سوى وقتا قليلاً
وعلى ذلك اجتمع الاتحاد الدولي بتاريخ 20 سبتمبر من عام 1969 وقرر استخدام البطاقات في جميع المسابقات العالمية.
حالة اسثنائية:
بالرغم من أن العالم كله بدأ بتطبيق هذا النظام إلا أن الاتحاد الدولي الإنجليزي له وجهة نظره الخاصة ولكن وبعد محاولات تم استخدام النظام عام 1976 ولكن عاد الاتحاد ولغى أمر البطاقات بسبب كثرتها حيث بلغ عددها عام 1980 3520 إنذارا و 114 حالة طرد وياتي ذلك لاستخدام الحكام للبطاقات بطريقة استفزازية!
ولكن وفي النهاية وفي عام 1988 عاد الاتحاد الإنجليزي إلى استخدام البطاقات بعد الحاح من الاتحاد الدولي نظرا لاشتهار الدوري ومتابعته من جميع أنحاء العالم.